# Björkö, Västerviks kommun
Björkö är en ö i Loftahammars socken, Västerviks kommun i innerskärgården söder om Loftahammar innanför Hasselö. Ön har en yta på 2,86 kvadratkilometer.
Björkö omtalas i dokument 1544 och under 1600-talet fanns här ett kronohemman. 1779 fanns tre gårdar och 1900 fyra bondgårdar och sju "lägenheter", däribland ett båtsmanstorp. Öns dåvarande tre gårdar slogs på 1970-talet samman till en. Sedan tankbilshämtning infördes på 1960-talet upphörde mjölkproduktionen på ön och numera hålls endast slaktboskap på ön. 2012 fanns tre helårsboende hushåll på ön, omkring 90 sommargäster vistas på ön. Sedan 1980 ingår större delen av Björkö i Björkö naturreservat.